# Stungranaat

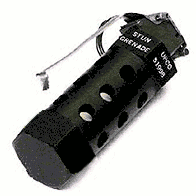
Een M84-stungranaat

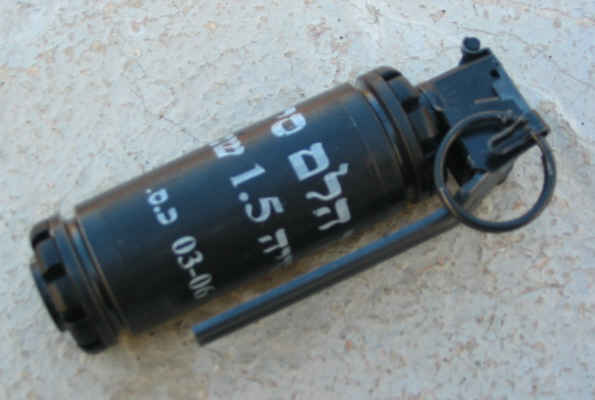
Een IDF stungranaat

Een stungranaat, ook wel bekend als flitsgranaat of aanvalshandgranaat, is een niet-dodelijk wapen. De eerste stungranaten werden gemaakt in de jaren 60, besteld door de Britse Special Air Service (SAS).
De granaten worden gebruikt om tijdelijk vijanden te desoriënteren door middel van een felle flits van 7.000.000 candela en een knal van 170 decibel. Zij worden met de hand geworpen.
De flits activeert tijdelijk alle licht-gevoelige cellen in het oog, waardoor zien voor ongeveer vijf seconden onmogelijk wordt. De knal van 170 decibel verstoort de vloeistoffen in het binnenoor (perilymfe en endolymfe), met als gevolg ontregeling van zowel het slakkenhuis als het labyrint. Hierdoor kan de getroffene tijdelijk niets horen en wordt vaak duizelig.
Wanneer de granaat ontploft blijft de huls intact. De huls bestaat uit een buis met gaten in de zijkanten. Deze gaten laten het geluid en de flits vrij. Dit zorgt ervoor dat mensen niet gewond kunnen raken door losvliegende delen. De knal kan wel mensen verwonden en de hitte die gegenereerd wordt bij de ontploffing kan brandstoffen aansteken. De vuren die ontstonden toen in 1980 de Iraanse ambassade in Londen werd aangevallen ontstonden door stungranaten. De granaat is gevuld met ongeveer 4,5 gram van een mix van magnesium of aluminium en ammoniumperchloraat of kaliumperchloraat.